# KM Software
KM (Keyboard Mouse) Software es un tipo de software que permite compartir un ratón y un teclado entre varias computadoras, sin la necesidad de ningún hardware adicional. La idea de este tipo de aplicaciones es la de unir los escritorios de cada una de las computadores para darle la ilusión al usuario de tener un único escritorio ampliado.

## Productos KM Software
En la siguiente tabla se muestran algunos productos KM Software que se pueden encontrar en la red:
| Nombre         | Licencia                   | Plataforma      |
| -------------- | -------------------------- | --------------- |
| Synergy        | GNU General Public License | Multiplataforma |
| QuickSynergy   | GNU General Public License | Linux, Mac      |
| Input Director | Freeware                   | Windows         |
| Multiplicity   | Propietario                | Multiplataforma |
| Maxivista      | Propietario                | Windows         |
| Teleport       | Freeware                   | Mac             |

- Datos: Q2890598